# تاکالسیتول
تاکالسیتول (انگلیسی: Tacalcitol) (دی‌هیدروکسی‌ویتامین D3) آنالوگ ویتامین D3 مصنوعی است.
تاکالسیتول تحت چندین نام، از جمله Curatoderm و Bonalfa به بازار عرضه شده است.

## مکانیزم
تاکالسیتول حجم سلول بیش از حد در اپیدرم را با تعامل با گیرنده‌های ویتامین D در سلول‌های کراتینوسیت کاهش می‌دهد.

## کاربرد
این معمولاً توسط پزشک عمومی یا متخصص پوست برای درمان پسوریازیس، لبهای خشکیده و ترک خورده مزمن و دیگر بیماری‌های پوستی خشک شدید به دلیل توانایی آن در کاهش بیش از حد حجم سلول پوست تجویز می‌شود. این به عنوان یک پماد یا لوسیون در دسترس است.
آن را همچنین برای ویتیلیگو و بیماری هایلی-هایلی استفاده می‌کنند.